# Style Brâncovenesc
Dans l'histoire de l'art roumain, le style brâncovenesc, également connu sous le nom de Renaissance valachienne, ou sous celui de Renaissance roumaine est un style architectural et artistique qui s'est développé dans la principauté de Valachie sous le règne du prince Constantin II Brâncoveanu (1688-1714), ces dénominations étant étendues aux arts cultivés sous celui des premiers princes de la famille Mavrocordato aussi, jusqu'aux années 1730.

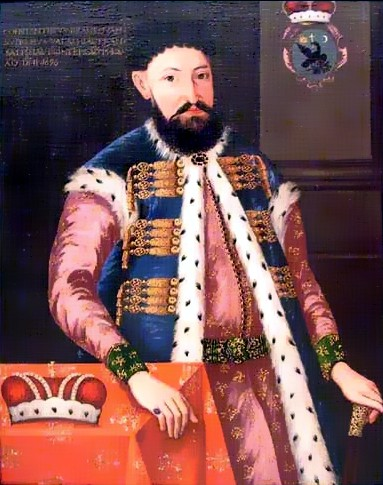
Constantin Brâncoveanu. Portrait au monastère Sainte-Catherine du Sinaï.

Bien que les historiens de l'art caractérisent parfois ce style par analogie avec la Renaissance occidentale à cause de ses lignes pures et rationnelles, l'utilisation d'une riche ornementation justifie également sa dénomination de baroque brâncovenesc.

## Contexte historique et culturel
Les bases de l'épanouissement culturel de l'époque de Brâncoveanu sont jetées par le règne de deux décennies (1632-1654) du prince Matei Basarab, avec sa stabilité politique qui favorise les arts.
Après Matei Basarab, il y a une période troublée, caractérisée entre autres par l'ascension de familles de boyards comme celle de la maison Cantacuzène. Leur importance politique s'accroît, et les Cantacuzène accèdent au trône, premièrement par Șerban Ier Cantacuzène qui règne pendant dix ans (1678-1688). Il est suivi par son neveu, Constantin Brâncoveanu, dont le règne de 26 ans apporte de la stabilité et du développement au pays.
L'humanisme européen est connu tard, au XVIIe siècle en Valachie, parce que la principauté appartient spirituellement au monde byzantin et politiquement à l'Empire ottoman. Ce mouvement culturel arrive à la connaissance des lettrés de Valachie par plusieurs voies. D'un côté, il influence des lettrés moldaves par intermédiaire polonais, et leurs écrits arrivent en Valachie aussi. D'un autre côté, il est connu par certains grands boyards qui voyagent. Outre le Proche-Orient et la Grèce, ils connaissent l'Italie et s'intéressent vivement à la culture occidentale dominée par l'humanisme. Par exemple, Constantin Cantacuzène (1650-1716), fils du grand chambellan Constantin Cantacuzène et frère de Șerban Cantacuzène étudie à Constantinople, puis à Padoue. Les contacts avec l'Occident ne manquent pas d'influencer les arts en Valachie.

## L'architecture

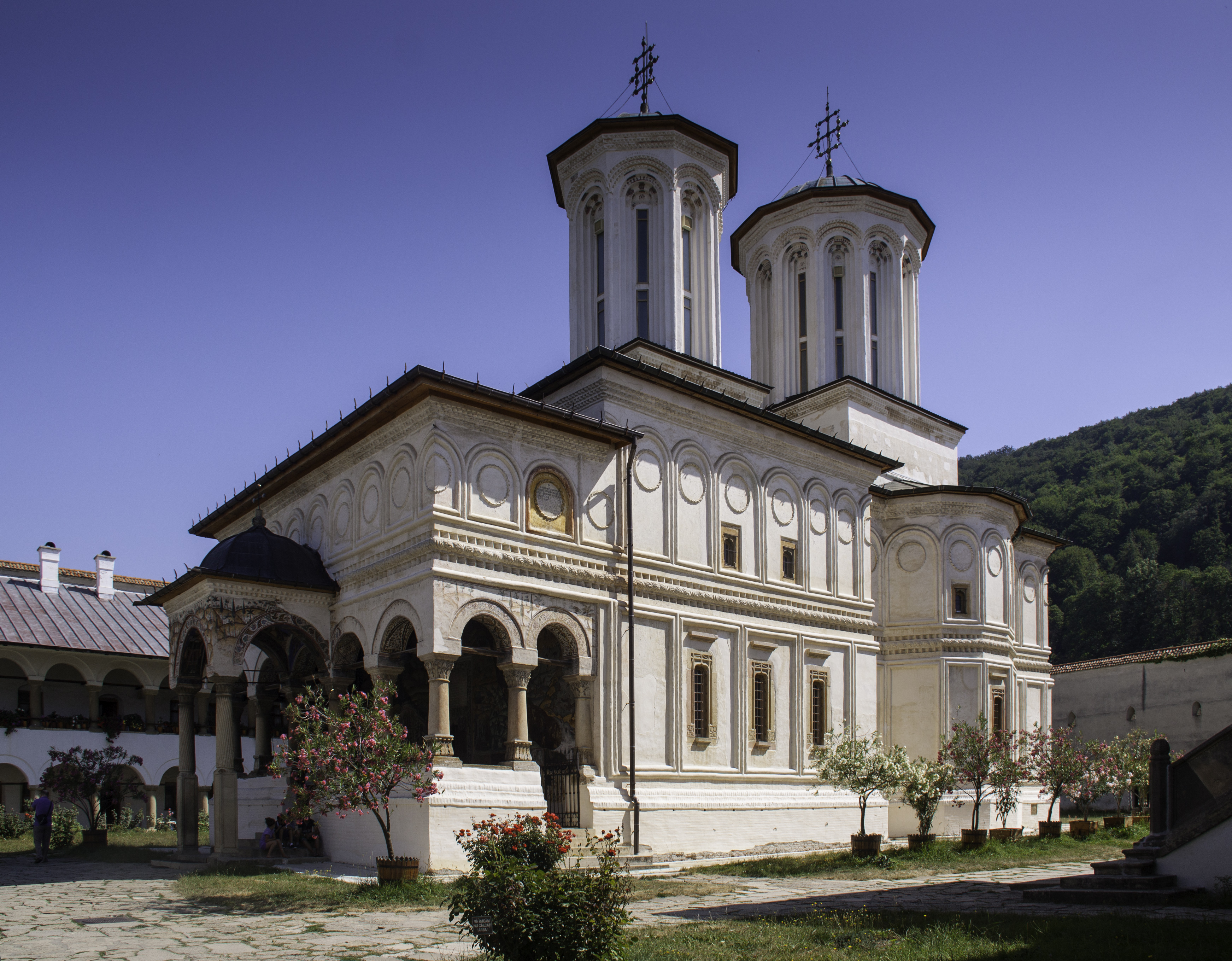
Église du monastère de Horezu, județ de Vâlcea.

Jusqu'au XVIe siècle, c'est le style byzantin qui domine l'architecture mais ensuite des éléments du style gothique tardif apparaissent aussi en tant que premiers éléments occidentaux dans l'architecture religieuse de Moldavie. Dans la première moitié du XVIIe siècle, on érige en Valachie plusieurs églises et monastères qui continuent le développement de l'architecture de ce pays par des éléments gothiques empruntés à l'architecture moldave, mais à la même époque déjà, la construction de manoirs de boyards s'enrichissent d'éléments Renaissance. C'est de tels éléments qu'associe à des éléments orientaux une résidence du boyard lettré humaniste Udriște Năsturel (en), mais c'est encore une exception. En 1657, le patriarche Macaire III d'Antioche se trouve en Valachie, étape d'un long voyage, accompagné de son fils, l'archidiacre Paul d'Alep, qui en fait le récit. L'auteur est impressionné par les dimensions et le confort de cette résidence, construite par des maîtres venus de Hongrie, comme « un manoir et un palais sans égal dans le monde, sinon ceux qu'il y a dans le pays des Francs » (c'est-à-dire en France).
Dans la période suivante, les grands boyards, qui sont aussi très riches, continuent d'être mus par la tendance à se créer des cadres de vie semblables à ceux de leurs pairs d'Occident. Les résidences des Cantacuzène sont construites sur le modèle de palais de Constantinople. Paul d'Alep mentionne cela et décrit avec admiration un palais du grand chambellan Constantin Cantacuzène. Les qualités de ces bâtiments vont devenir caractéristiques pour l'architecture valachienne ultérieure par l'excellence de leurs matériaux et de leur exécution, ainsi que par leur environnement pittoresque constitué de jardins au bord de rivières et de lacs. Cette dernière caractéristique va influencer le développement des terrasses hautes en tant qu'éléments d'ouverture vers la nature. Drăguț 1971 attribue cette caractéristique de l'architecture valachienne de la fin du XVIIe siècle à l'influence de l'architecture paysanne. On ne sait pas beaucoup sur les habitations des petits boyards, sauf qu'elles suivent le modèle des résidences princières. Leurs finitions sont soignées, avec des décorations de type oriental en stuc et des loggias à l'italienne.
Les éléments occidentaux proviennent probablement de la principauté de Transylvanie où des architectes italiens aussi travaillent aux XVIe – XVIIe siècles. D'ailleurs, les formes Renaissance sont arrivées en Europe Centrale avant l'Occident situé au nord des Alpes.
Après l'accession des Cantacuzène au trône, le palais continue d'être l'édifice le plus représentatif mais Șerban Cantacuzène et Constantin Brâncoveanu fondent également de nombreux monastères et églises. D'abord, l'architecture ecclésiastique suit le modèle de l'église du monastère Dealu construit au début du XVIe siècle près de Târgoviște. Sa silhouette élancée sera l'une des caractéristiques du style brâncovenesc. Le goût plus raffiné de l'époque remplace les piliers massifs en brique par des colonnes élégantes en pierre.
Le style brâncovenesc se cristallise sous le règne de celui dont il porte le nom. C'est une synthèse d'éléments orientaux et occidentaux (Renaissance et baroque). Il se caractérise par des terrasses hautes aux toits soutenus par des colonnes avec des arcades souvent trilobées entre elles, par des loggias et des escaliers extérieurs, éléments qui rompent l'uniformité des façades. Les encadrements, les colonnes et les balustrades sont richement décorés, ce qui témoigne de l'influence baroque. Certaines décorations sont des motifs végétaux sculptés en pierre, d'autres des motifs orientaux en stuc. Les bâtiments les plus représentatifs du style brâncovenesc sont le monastère de Horezu (inscrit depuis 1993 au patrimoine mondial de l'UNESCO), le palais de Mogoșoaia et le palais de Potlogi. D'autres édifices importants dans ce style sont les églises Stavropoleos et Crețulescu de Bucarest, ainsi que la vieille église du monastère de Sinaia.

## Peinture, sculpture et arts décoratifs

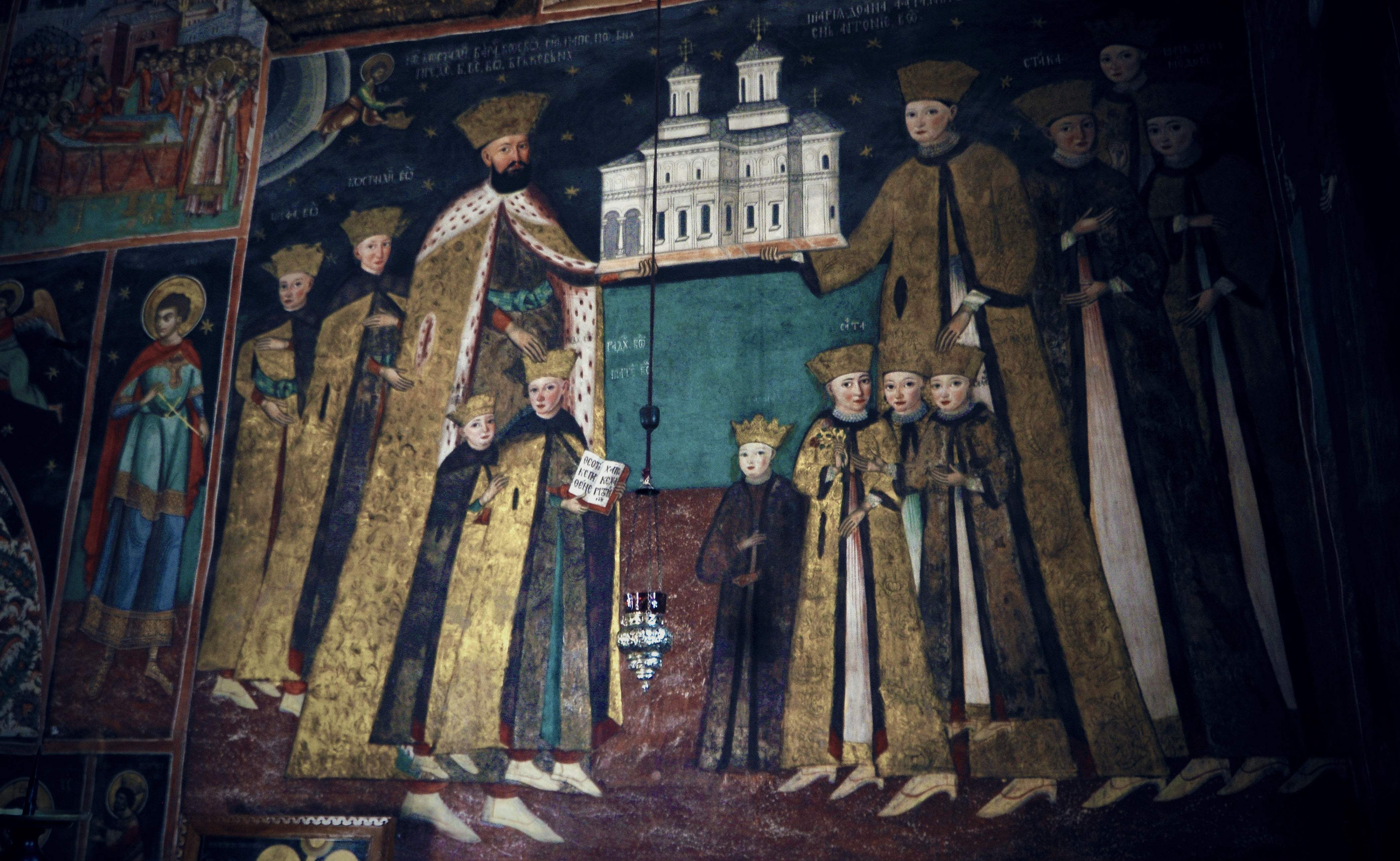
Constantin Brâncoveanu et sa famille, fresque votive dans l'église du monastère de Horezu.

C'est au temps de Matei Basarab qu'apparaissent des nouveautés dans la peinture de Valachie, par exemple des thèmes historiques, et en général on accorde davantage d'attention à la représentation de la figure humaine. Dans le même temps, le statut des artistes est en changement, c'est à cette époque qu'ils commencent à sortir de l'anonymat. Les peintres les plus connus de l'époque de Constantin Brâncoveanu sont un certain Constantinos, originaire de Grèce, et Pârvu Mutu.
De manière traditionnelle, les peintures se présentent sous forme d'icônes et de fresques à l'intérieur des églises et parfois à l'extérieur de leurs murs . À la différence de la peinture byzantine, les portraits de saints des fresques de l'église de Horezu, où le peintre principal fut Constantinos, ne sont plus hiératiques mais plus naturels, et d'autant plus les figures du tableau votif représentant la famille Brâncoveanu. Ce qui est nouveau aussi, c'est que les surfaces laissées libres jusqu'alors sont transformées en de vrais jardins par des motifs végétaux en couleurs harmonieuses. Il y a également de tels décorations dans les intérieurs du palais de Mogoșoaia. On y trouve aussi des fresques représentant des scènes de la vie du prince, par exemple de son voyage à Constantinople.

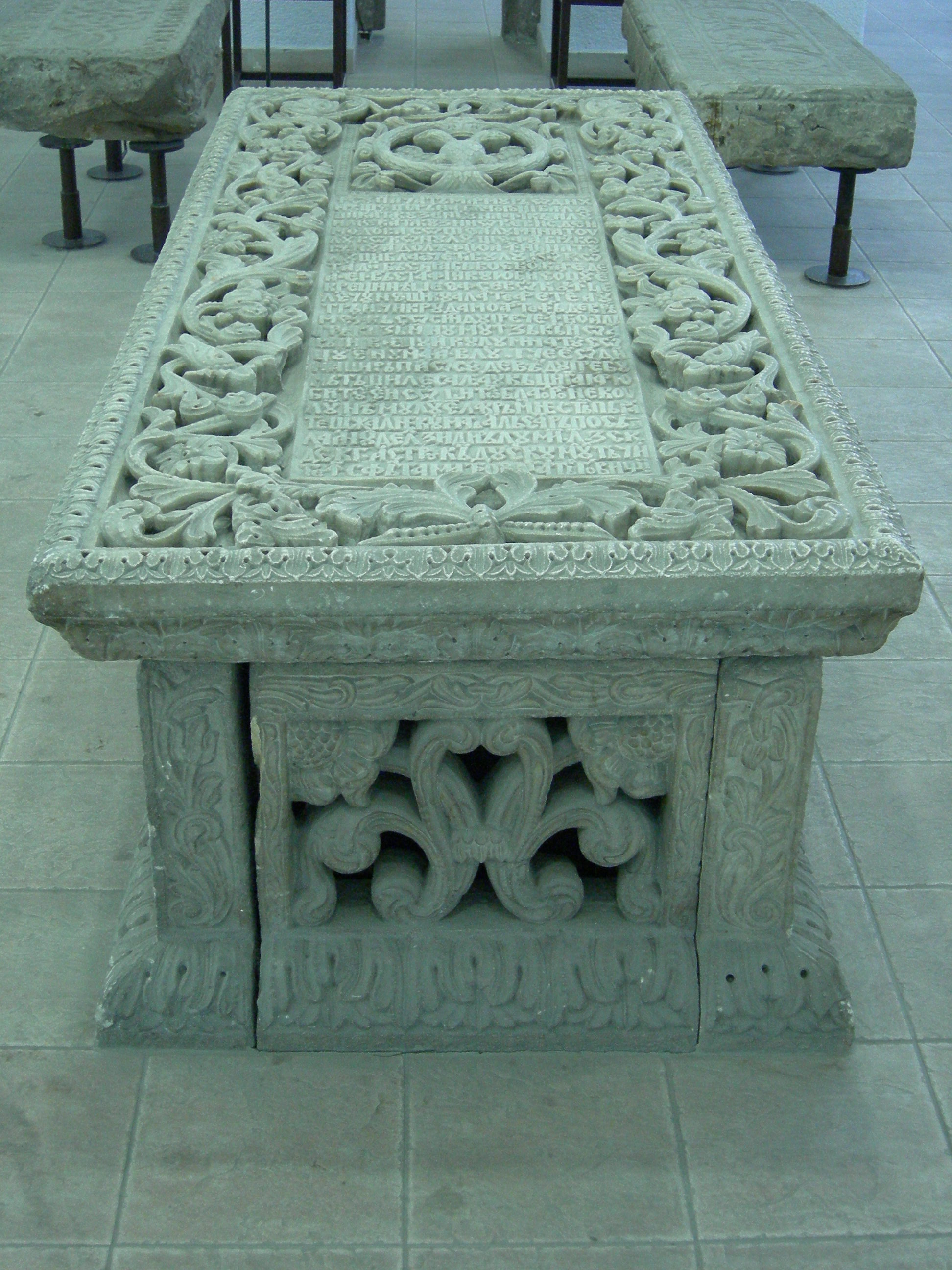
Sarcophage de l'époque de Constantin Brâncoveanu.

La sculpture n'est encore présente que dans les décorations mentionnées plus haut, y compris sur des sarcophages dans des églises et sur des stèles funéraires dans des cimetières. Les décorations sculptées en bois sur le mobilier et les iconostases des églises portent des motifs semblables.
Les motifs décoratifs végétaux et zoomorphes du style brâncovenesc se retrouvent également sur les broderies des habits et sur les objets créés par des orfèvres de Brașov.

## Postérité du style brâncovenesc
Vers la fin du XIXe siècle, l'architecture pratiquée en Roumanie est dominée par un éclectisme classicisant d'inspiration française. L'école d'architecture de la Société roumaine des architectes, créée par Ion Mincu, a l'ambition d'élaborer un style architectural national appelé « néo-roumain », qui reprend beaucoup d'éléments du style brâncovenesc. À partir de là, surtout dans l'entre-deux-guerres, on érige dans ce style de nombreux édifices publics, ecclésiastiques et d'habitation, par exemple, à Bucarest, un restaurant Chaussée Kiseleff et l'actuelle mairie de la capitale.

## Édifices de style brâncovenesc

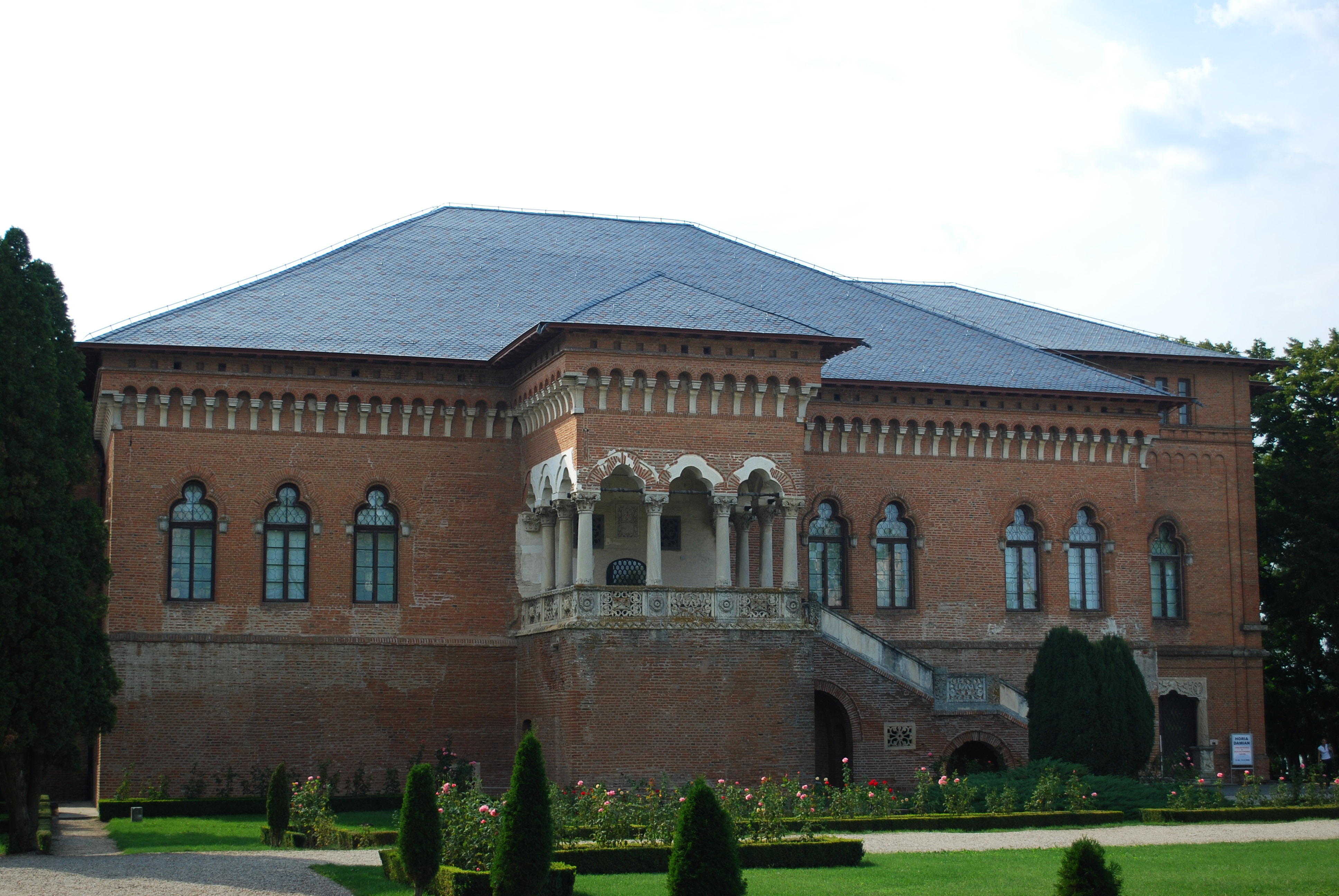
Le palais de Mogoșoaia
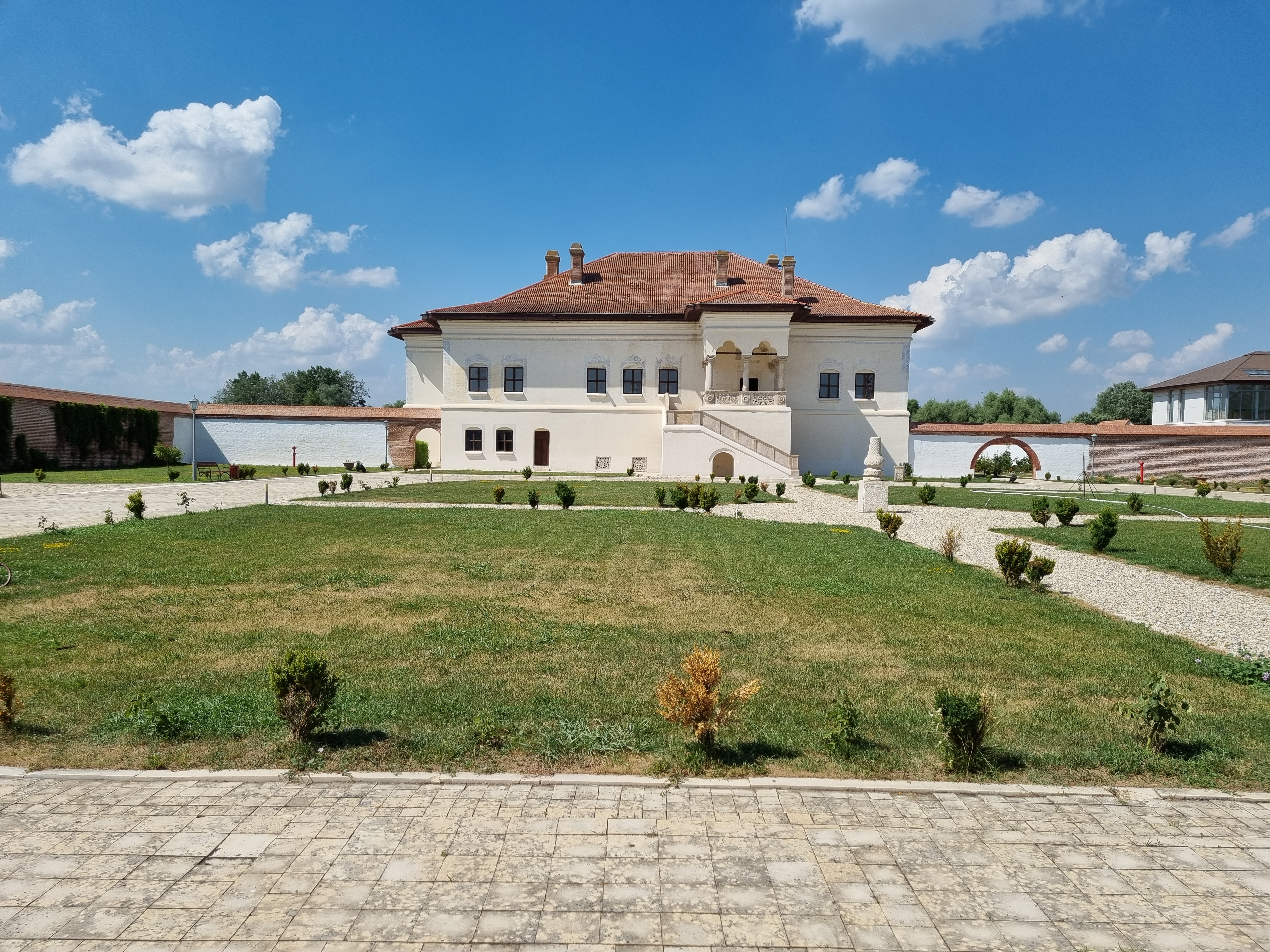
Le palais de Potlogi
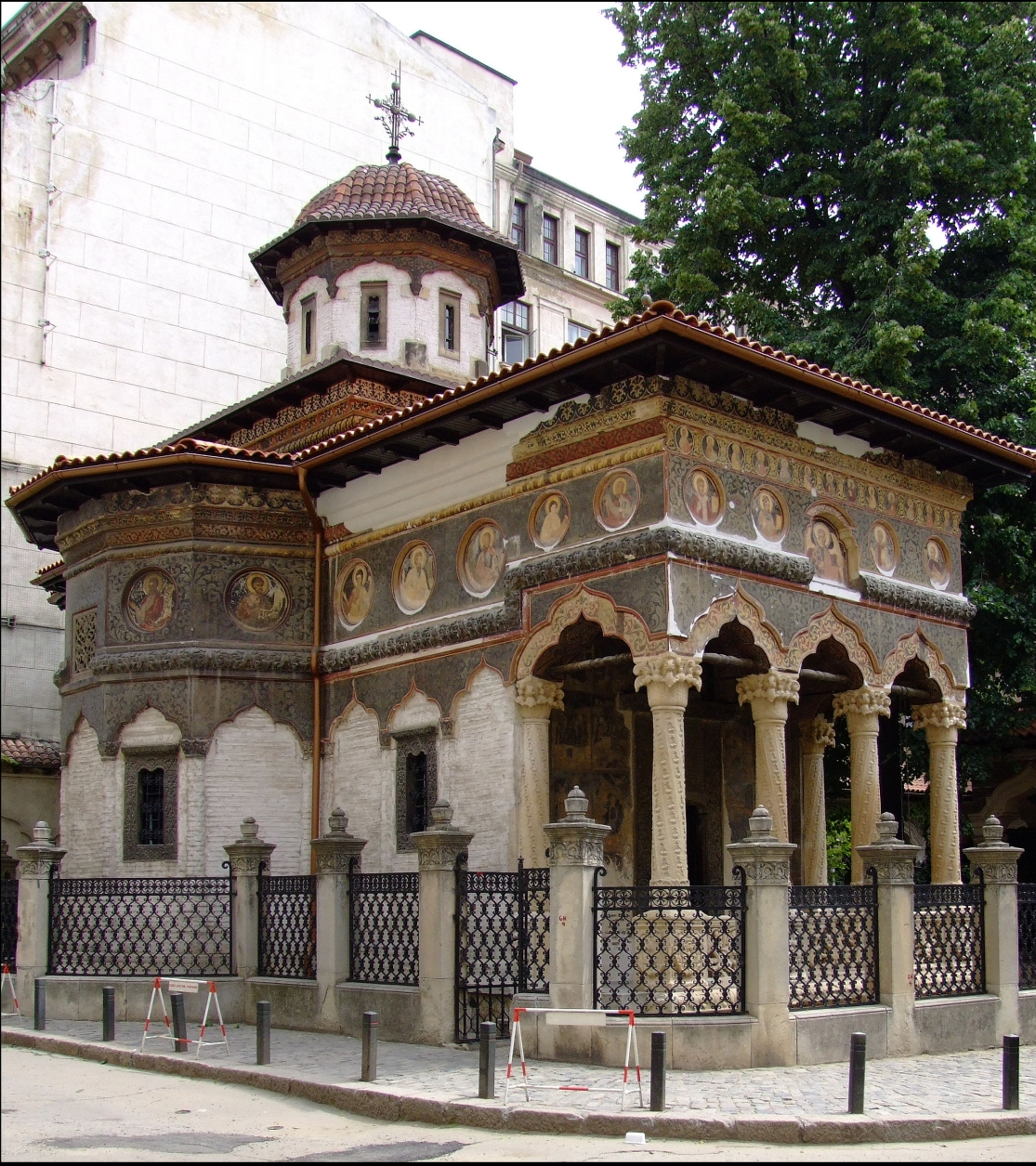
L'église du monastère Stavropoleos
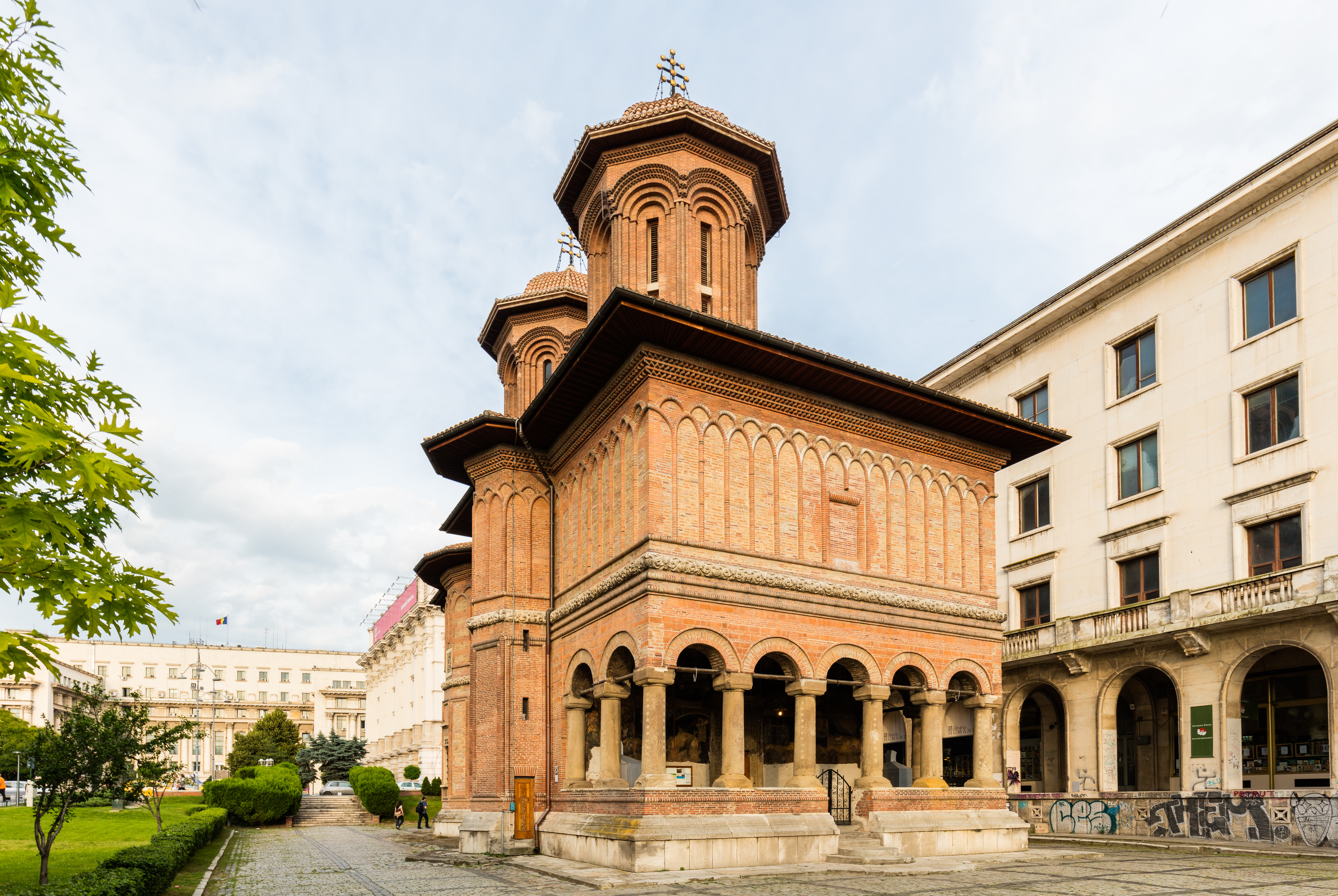
L'église Crețulescu
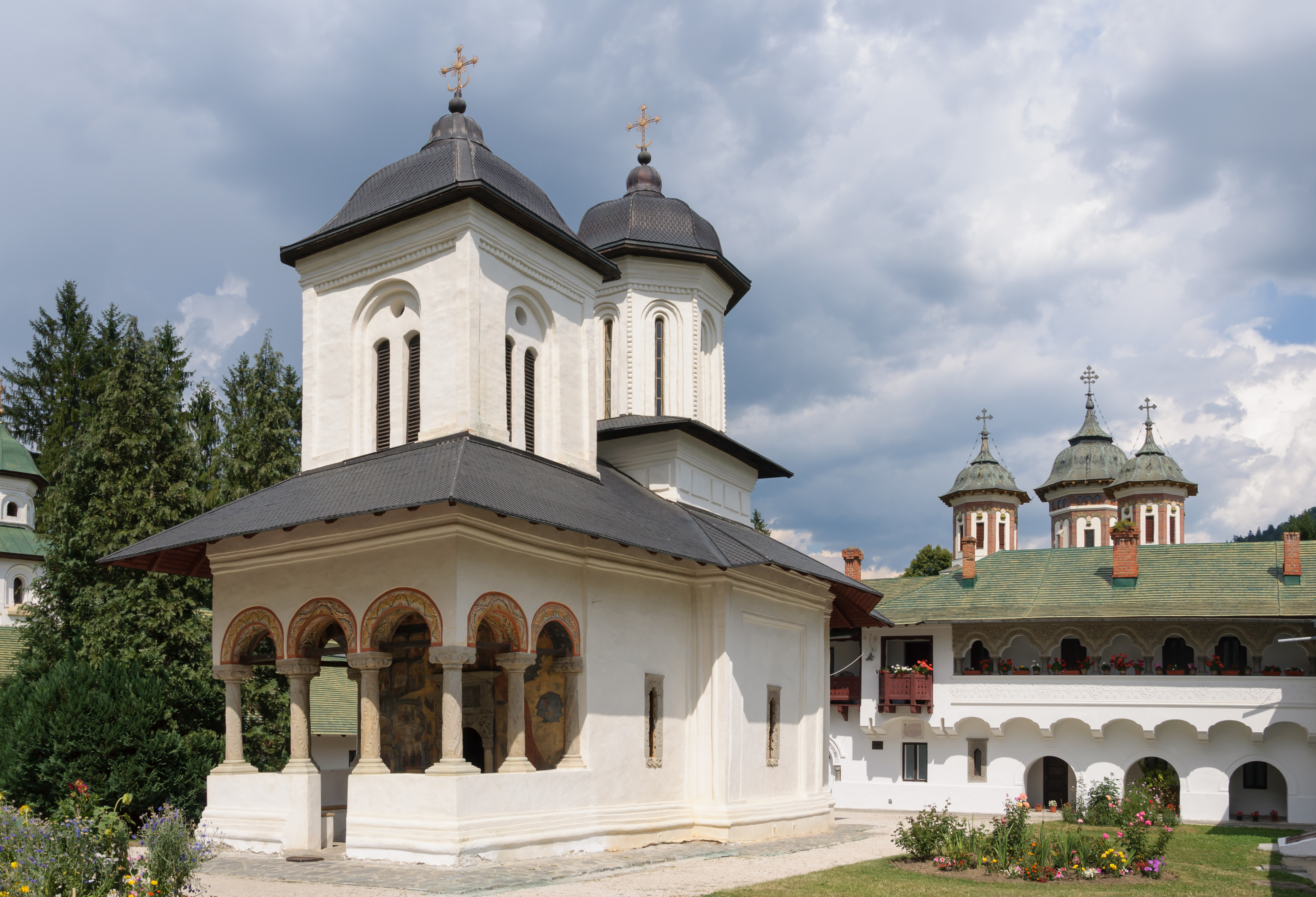
La vieille église du monastère de Sinaia

## Édifices de style néo-roumain

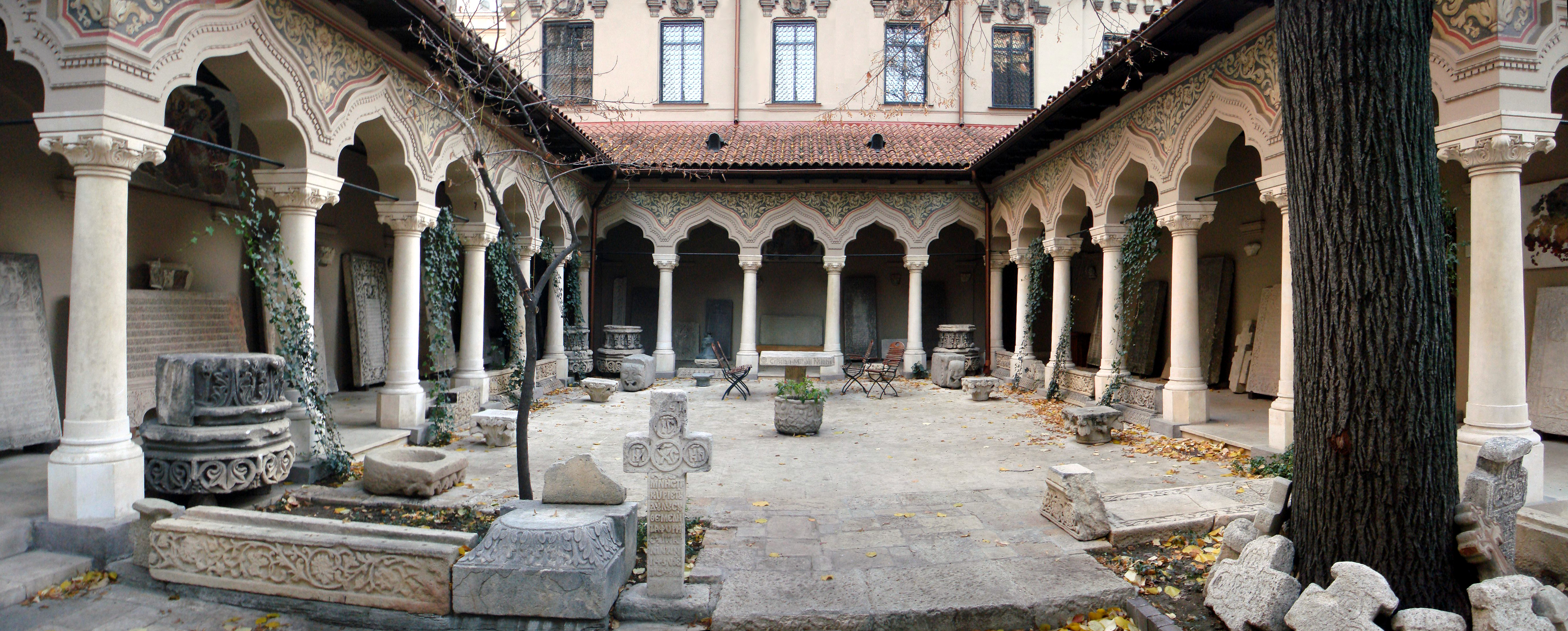
La cour du monastère Stavropoleos
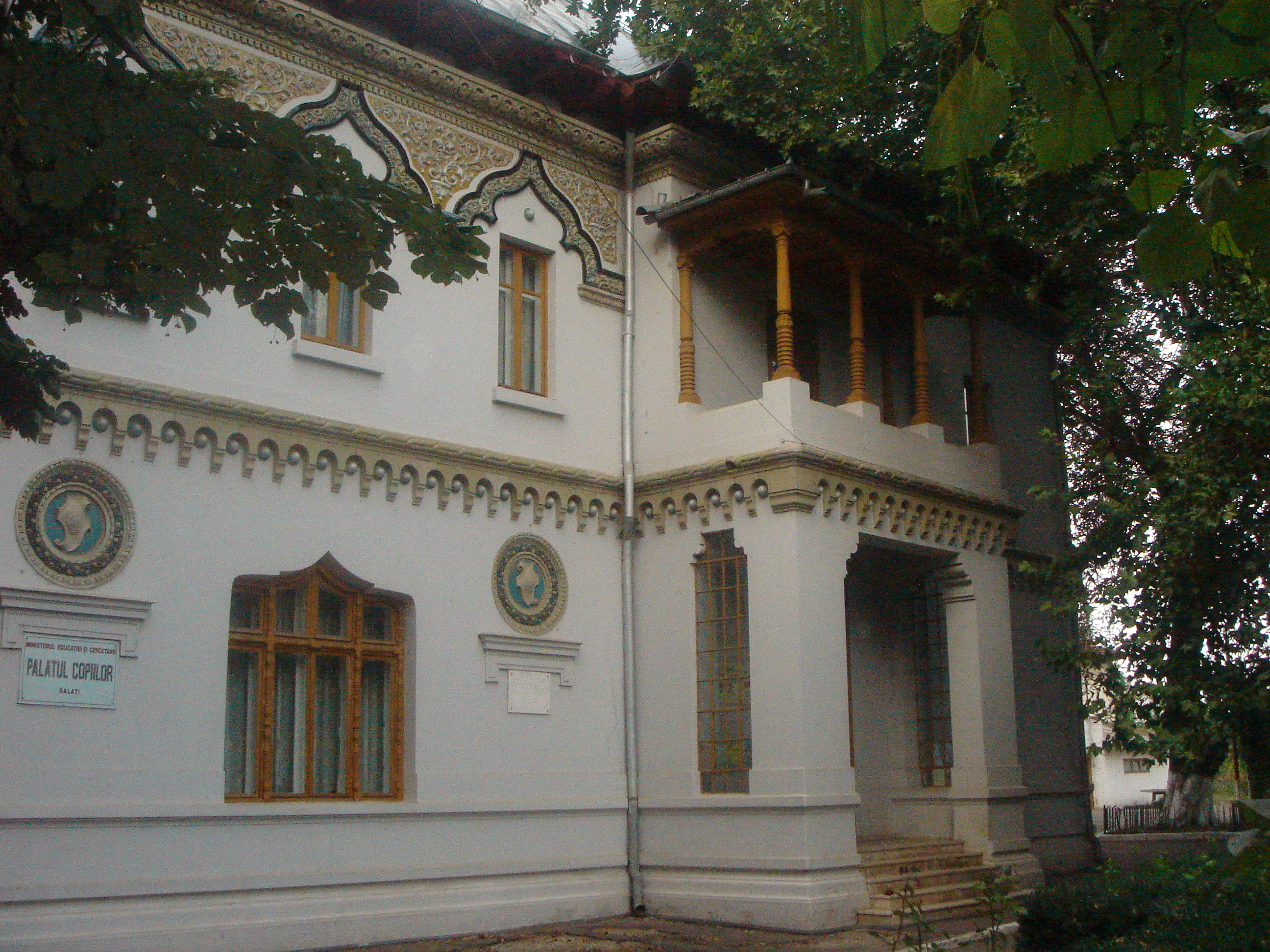
Villa à Galați
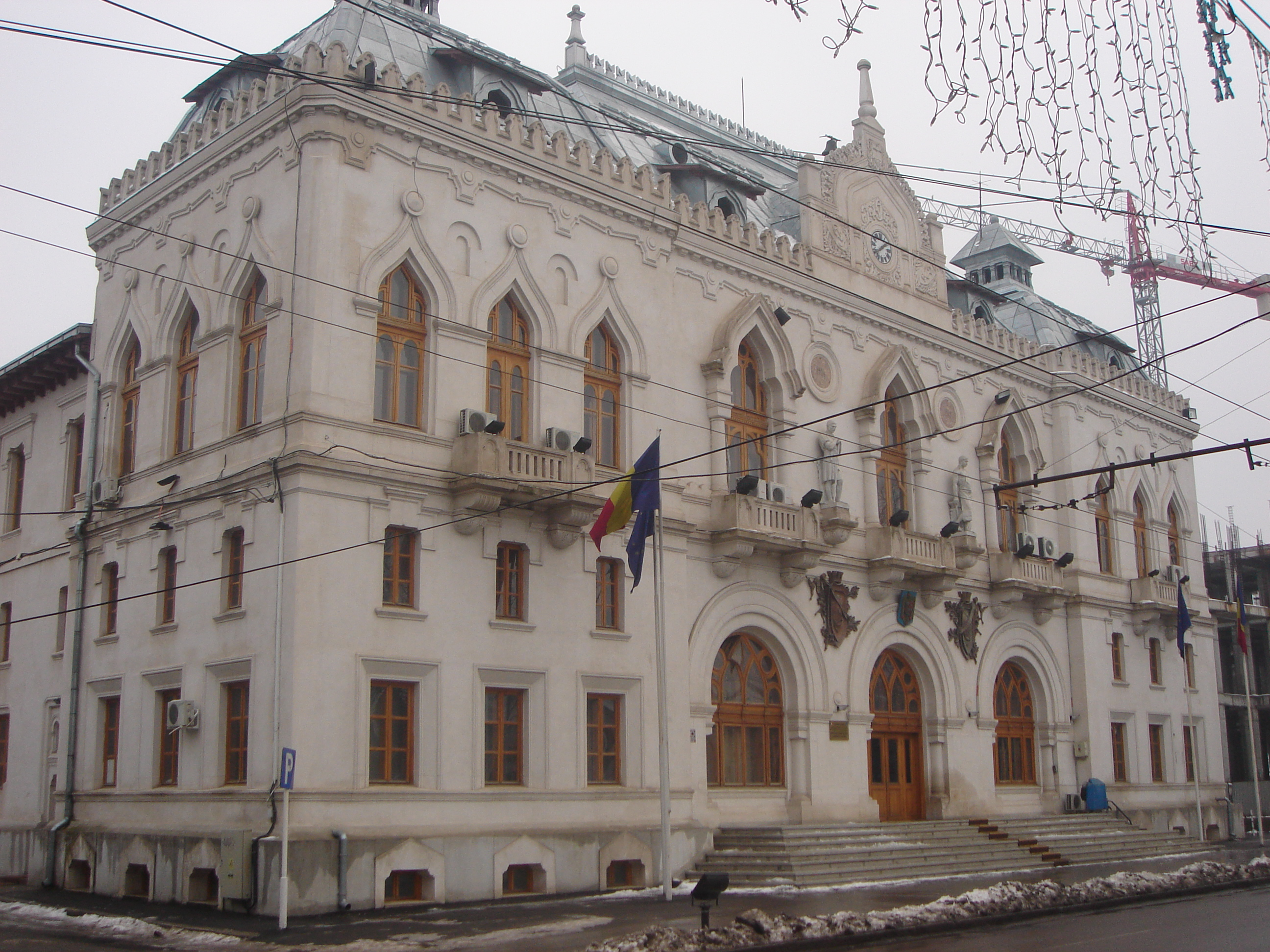
Le palais administratif du județ de Galați.